# 노 의공
의공(懿公, ? ~ 기원전 807년, 재위 기원전 815년 ~ 기원전 807년)은 중국 노나라의 제10대 임금이다. 이름은 희(戱)다.

## 사적
아버지와 맏형 괄과 함께 주 선왕을 조현하였다가, 선왕의 총애를 얻어 형을 제치고 세자가 되었으며, 기원전 816년 아버지가 죽자 그 뒤를 이어 노후가 되었다.
그러나 의공 9년(기원전 807년)에 형의 아들 백어와 노나라 사람들의 공격을 받아 시해당했고, 백어가 뒤를 이어 노후가 되었다.

## 가정
- 노 무공 (아버지)
  - 괄 (형)
    - 백어 (조카)

  - 노 의공
  - 노 효공 (아우)